# Mysmenopsis ixlitla
Mysmenopsis ixlitla là một loài nhện nằm trong họ Mysmenidae.
Loài này thuộc chi Mysmenopsis. Mysmenopsis ixlitla được H. W. Levi miêu tả năm 1956.